# Te Deum (Lully)
Il  Te Deum LWV 55  in re maggiore per soli, coro ed orchestra è una composizione di Jean-Baptiste Lully realizzata a Versailles nel 1677 e rappresentata in quello stesso anno il 9 settembre, al castello di Fontainebleau, in occasione del compleanno del re Luigi XIV. 

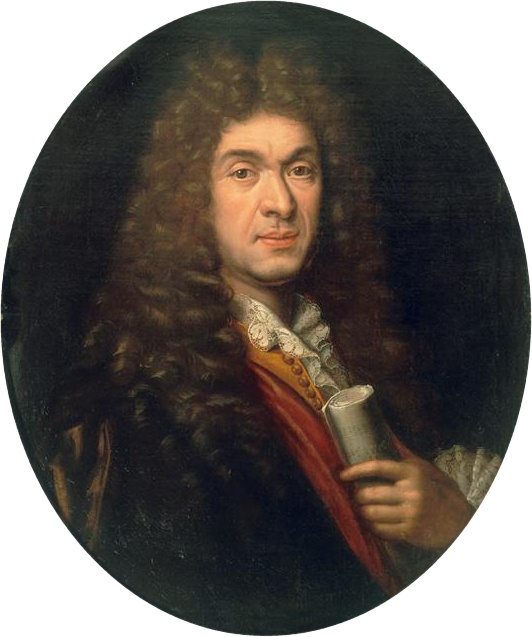
Jean-Baptiste Lully in un ritratto di Paul Mignard.

La composizione fa parte dei Grandes Motéts di Lully, ma è comunque una composizione di per sé stessa particolare. Lully ottenne questa commissione direttamente dal re, il quale gli aveva nel contempo concesso l'educazione musicale del figlio. A seconda della velocità predeterminata dal conduttore, le esecuzioni variano da 28 a 40 minuti. La tromba, non prescritta nella musica sacra del tempo, si presenta come una vera rarità introdotta da Lully. Si dice che tale composizione fosse tra i pezzi del compositore che il Re amava maggiormente.
Nel 1687 Luigi XIV si ammalò gravemente, per poi tornare in salute; per festeggiare la guarigione del sovrano, Lully organizzò un'esecuzione del Te Deum con tutti i 300 musicisti di corte. All'esibizione ufficiale, l'8 gennaio 1687, accadde però una disgrazia: Lully, nel marcare il tempo battendo sul pavimento un lungo bastone di metallo, come era prassi all'epoca, si colpì violentemente un piede con la punta dell'asta. La ferita si infettò, sviluppando rapidamente una gangrena, quindi i medici consigliarono al compositore di farsi amputare la gamba, ma Lully rifiutò; la situazione peggiorò al punto tale da portarlo alla morte due mesi dopo.